# Linda Gustavson
Linda Gustavson (n. 30 noiembrie 1949, Santa Cruz, California, SUA) este o înotătoare americană, medaliată olimpică. A participat la o ediție a Jocurilor Olimpice (1968) în care a câștigat două medalii de aur, o medalie de argint și o medalie de bronz.